# بیدمشک (درخت)
بیدمشک ، بید مصری (نام علمی: Salix aegyptiaca) نام یک گونه (زیست‌شناسی) از سرده بید است.